# ラッファー曲線

ラッファー曲線のモデル図（縦軸が税収、横軸が税率）

ラッファー曲線（ラッファーきょくせん、英: Laffer curve）は、最適な税率に設定することにより政府は最大の税収を得られるということを示すために、経済学者アーサー・ラッファーによって提唱され、ウォールストリート・ジャーナル記者ジュード・ワニスキーによって広められた。
0%と100%の両極端な税率では政府は税収を得ることができない。0%では当然税収はゼロであるし、100%では勤労する意欲がなくなるからである。従って、0%-100%のうちのどこかに、最大の税収を得られる税率があるとする。もし現在の税率がその「最適な税率」を超える水準にあるのであれば、減税によって税率を「最適な税率」まで下げることで、税収を増やすことができるとする。アメリカにおける1980年代の減税の基となった概念である。
減税の正当性を根拠づけるためによく用いられるが実証的なデータは乏しい。

## 経緯
ラッファー曲線の先駆的なアイデアは、イスラム学者のイブン・ハルドゥーン（14世紀）やフランスの経済学者フレデリック・バスティア（19世紀）などによって記述されている。

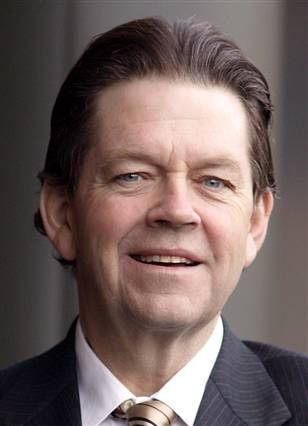
アーサー・ラッファー

一説には、ラッファー曲線は、1974年にワシントンD.C.のとあるレストランで、ラッファーとロバート・マンデルがジュード・ワニスキーに概念を説明している際にナプキンに描かれたのが最初であるという。ちなみにこの場にはドナルド・ラムズフェルドとディック・チェイニーが同席していたという。
当初はその単純さ故に"Laughable（笑える、ばかばかしい） Curve"と呼ばれた。
ラッファー曲線とサプライサイド経済学は、1981年のレーガン大統領によるケンプ＝ロス減税をもたらした。サプライサイド支持者は、政府活動は曲線の半分より右側の領域で行われているので、税を下げることが税収の増加に結びつくであろうと主張した。従来の経済理論の枠組みはラッファー曲線の基礎概念をうけいれたが、政府活動は曲線の左側で行われており、よって減税は税収の減少になると主張した。核心となる問題は、税率に関しての労働の弾力性である。
アメリカにおいては、1980年代の減税と財政支出を増やす政策の両方が大きな財政赤字を引き起こしたという主張と、実際のデータではアメリカ政府の収入はこの期間には増加しており、これは赤字が減税によるものではなく、政府支出の増大のみによるものであることを示しているという主張がある。